# Begonia aequata
Begonia aequata é uma espécie de Begonia.